# Capsator (agrafator)

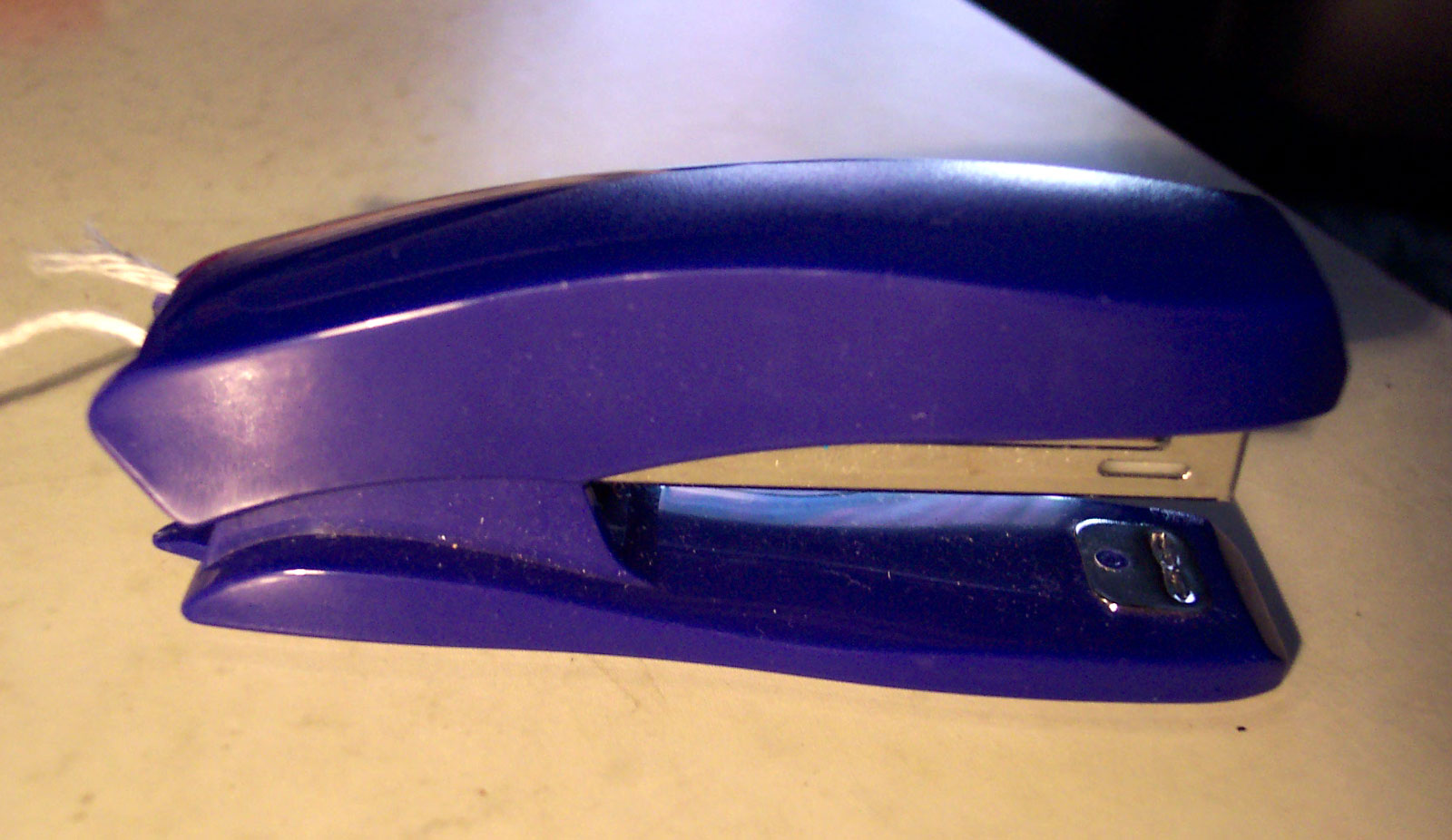
Capsator

Capsatorul este o mică mașinărie ce fixează mai multe coli cu ajutorul unor sârme scurte, denumite capse. Capsele stau una lângă alta, dar atunci când brațele capsatorului sunt presate între coli, una dintre capse este separată de celelalte și împinsă pentru a străpunge hârtia. O placă de metal cu caneluri speciale de la baza capsatorului îndoaie capetele capsei spre interior, pentru a prinde colile una de alta.